# Venenciador

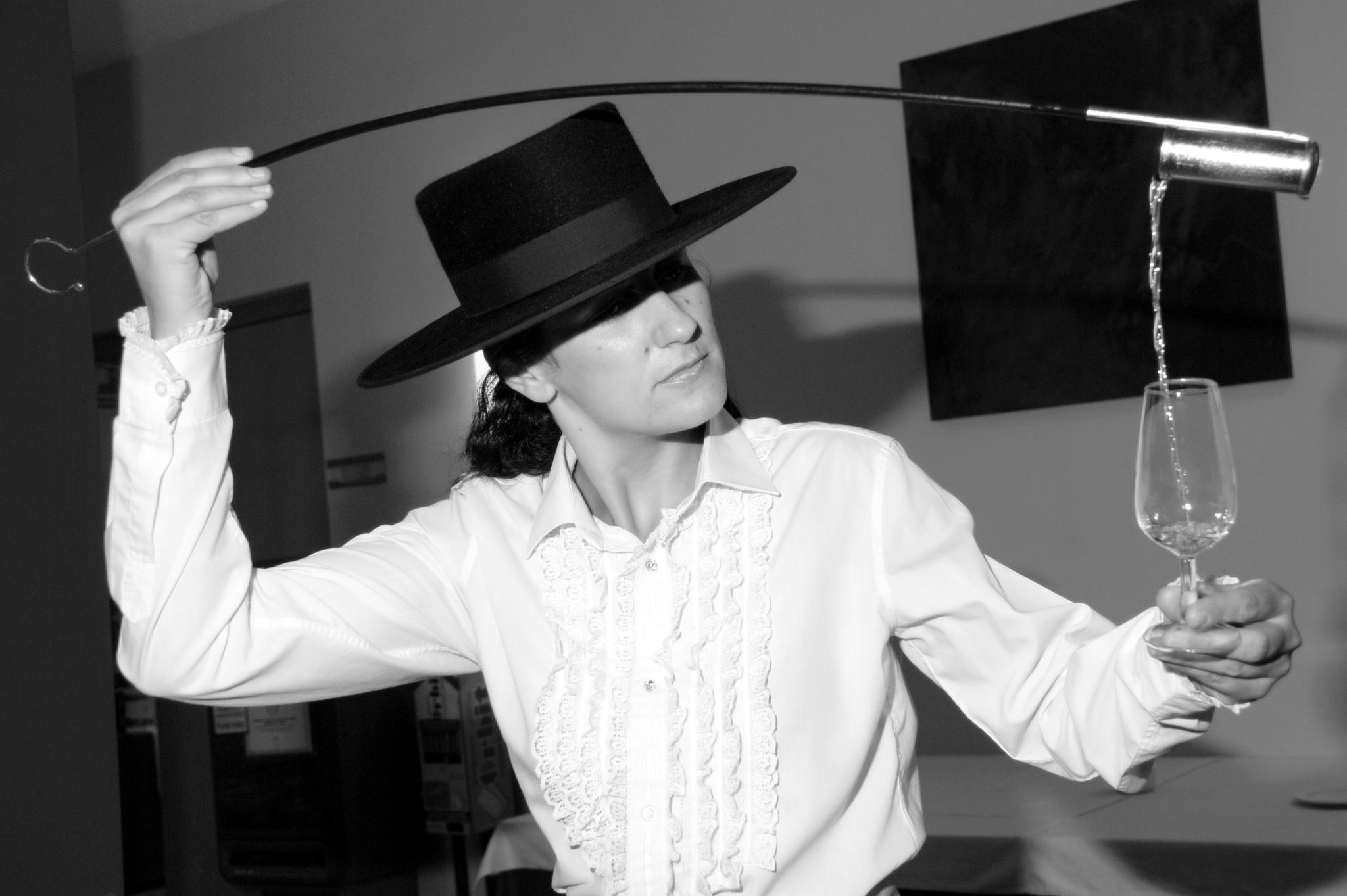
Un venenciador.

El venenciador es la persona especializada en trasegar el vino de la venencia al catavino, con una cierta destreza y desde una considerable altura, teniendo sobre la venencia una perfección y dominio, considerándola como un miembro propio, como una prolongación del brazo. 
El venenciador debe tener unos conocimientos de los vinos, muy especialmente de los generosos, pues son éstos los vinos que se venencian.
En la actualidad, su presencia suele darse en actos públicos y celebraciones como bodas, etc.
<article>
El oficio de Venenciador es uno de los más antiguos, tradicionales y genuinos del Marco de Jerez. Desde que el vino empezó a ser objeto de transacciones, lo que equivale a decir desde que el vino empezó a ser elaborado y apreciado, siempre ha sido necesario establecer su calidad y precio mediante la toma de una muestra y la cata de la misma.
Dentro y fuera de las bodegas, el venenciador conforma la estampa más genuina del jerez

## El rostro del jerez
A partir del comienzo de la utilización de las botas de madera para el almacenamiento, envejecimiento y transporte de los vinos, la obtención de esas muestras empezó a verse rodeada de unos condicionantes que requerían una maestría especial. La bota jerezana dispone de un orificio en el centro de una de las duelas, que es la que se sitúa en la parte superior una vez que la barrica queda colocada en la "andana" o hilera de botas, dentro de una bodega. Por ahí -por el llamado "bojo" de la bota- es por donde se extrae la muestra para catar el contenido de una bota.
Además de en las operaciones de compraventa de vinos la extracción de muestras es una práctica muy frecuente en el propio proceso de elaboración de los vinos. Desde la primera clasificación de los mostos hasta el largo proceso de envejecimiento en las criaderas, el bodeguero necesita obtener y catar muestras del contenido de las botas de forma casi constante. Desde hace siglos, en las bodegas de Jerez, de Sanlúcar o El Puerto, los venenciadores ayudan a capataces y catadores a obtener esas muestras. Introduciendo sus venencias a través del bojo de las botas, extraen el vino del interior de la vasija y lo depositan hábilmente en los catavinos, para que los catadores puedan apreciar todos sus aromas y matices.
Sólo utilizando la venencia puede accederse a la parte central de la bota, muy por debajo de la superficie, pero también por encima de la parte inferior, donde pueden encontrarse posos y turbios. La venencia nos permitirá extraer una pequeña cantidad de vino totalmente limpio y brillante y escanciarlo en los catavinos desde una cierta distancia, lo que ayuda a que el vino se "abra" en la copa, permitiendo a los catadores apreciar todos sus matices. No se trata por tanto de una simple maestría o una forma espectacular de servir el vino, sino de una tarea que se realiza a diario en las bodegas y que resulta totalmente insustituible.

## El instrumento y su origen
La venencia es el instrumento que da nombre al oficio de venenciador. Aunque su origen no está claro, algunos autores lo sitúan en la antigüedad. En el museo de Arte Histórico de Viena se conserva una cerámica griega en la que aparece reproducido un efebo que maneja un instrumento de asombrosa similitud con nuestras venencias actuales. Según los historiadores, se trata de una crátera del año 490 a. C. en la que se muestra a un escanciador que sirve vino a Aquiles, portando un colador en la mano izquierda (necesario para eliminar las impurezas de aquellos vinos) y una especie de venencia en la derecha.
El nombre de este instrumento está directamente relacionado con su tradicional función en las compra-ventas de vino, en las que era siempre necesario sacar una muestra del producto objeto de la transacción para llegar a una "avenencia" o acuerdo sobre su precio. La venencia es un instrumento formado por un largo vástago flexible, con una especie de vaso o cubilete en un extremo y un gancho en el otro. Tiene por tanto tres partes diferenciadas:
1. El cubilete tiene forma cilíndrica y fondo semi-esférico, con una capacidad aproximada de unos 50 centímetros cúbicos. Aunque antiguamente solían estar hechas de plata, en la actualidad casi siempre se fabrican en acero inoxidable, entre otras cosas por motivos higiénicos.
2. El vástago suele tener una longitud aproximada de un metro y debe estar hecho de un material resistente y flexible. Antiguamente se confeccionaba a partir de barba de ballena; este material, aparte de ser escaso hoy en día, presentaba el inconveniente de "abrirse" con el paso del tiempo, debido a la acción del vino sobre las fibras de origen orgánico, por lo que ha sido casi totalmente sustituido por el plástico o la fibra de vidrio.
3. El carácter flexible del vástago viene exigido por la necesidad de poder acceder con la venencia al "bojo" de las botas situadas en las andanas.
4. El gancho, por último, es un elemento tan funcional como decorativo. Realizado igualmente en plata o acero inoxidable, sirve para colgar la venencia, así como para evitar que se deslice de las manos del venenciador.

En Sanlúcar aún se conserva y utiliza con profusión una versión más rudimentaria de venencia: se trata de una única pieza de caña, a la que se deja totalmente intacta una sección entre dos nudos, formando con la misma una especie de cubilete. Con el resto de la caña, de aproximadamente un metro de longitud, se confecciona el correspondiente vástago, de unos 5 milímetros de ancho.
De ahí procede la expresión típicamente sanluqueña de la "caña de vino", expresión de cantidad que ha terminado trasladándose a una especie de vaso pequeño, sin peana, que en esta localidad sustituye al catavinos jerezano.

## La Técnica y el Arte
La venencia debe asirse por el vástago, situando la mano lo más cerca posible del gancho. Los venenciadores más habilidosos siempre cogen la venencia por el extremo mismo del vástago, lo que en el caso de las faenas bodegueras les permite llegar hasta el centro mismo de la bota y servirlo en el catavinos desde una altura mayor.
Debe asirse como si de un lápiz se tratara, entre los dedos pulgar, índice y corazón. No debe cogerse con excesiva rigidez, de manera que pueda oscilar libremente, si bien con la suficiente firmeza como para que no se deslice. La venencia debe introducirse en la bota lo más verticalmente posible, de forma que se produzca la mínima alteración en el vino y muy especialmente en el velo de flor que cubre las botas de fino y de manzanilla en la bodega. La recuperación, una vez que el cubilete está lleno, ha de hacerse igualmente de forma vertical. Una vez fuera de la bota y con el cubilete lleno, se hará oscilar la venencia hasta situarla horizontal al suelo. A media que el vino empiece a caer a chorro, éste se hará caer en el catavino, procurando que no salpique su contenido fuera del mismo. Habitualmente, los venenciadores van aumentando la distancia entre la copa y el cubilete de la venencia a medida que el vino va cayendo, bien levantando la venencia o bajando ligeramente la mano que sujeta el catavinos. No obstante, la dificultad de la faena es notablemente superior si desde el primer momento en que el vino empieza a salir del cubilete el catavinos se encuentra ya a cierta distancia.
Es necesario tener en cuenta que el vástago de la venencia es muy flexible y que por tanto, a medida que el cubilete se va vaciando, el peso soportado por ese extremo de la venencia va siendo menor, lo que hace que la misma se enderece ligeramente ella sola, aumentando su horizontalidad. El venenciador experto juega con este efecto para ir provocando un determinado ritmo de caída del vino.
El remate final del escanciado es singularmente complicado, pues es necesario evitar el goteo que normalmente se produce una vez que el cubilete va quedando vacío. Para ello, los venenciadores suelen realizar un "corte" o movimiento brusco de la venencia, que termina cortando el chorro en seco y evita por tanto el mencionado goteo.
El venenciador experto es capaz de sujetar varias copas en la mano y verter distintos tipos de vino en cada una de ellas, sin que se mezclen sus contenidos.

## Embajadores de la Bodega
Además de ser el instrumento más práctico dentro de la bodega, la venencia posibilita el servicio del vino, escanciándolo en la copa o catavinos desde una altura que depende de la habilidad del venenciador, pero que puede llegar a alcanzar hasta un metro de distancia, e incluso más. En su larga caída desde el cubilete de la venencia, el vino se oxigena y al "romper" en la copa, se abre dejando libre todos sus aromas y matices.
Esta posibilidad de catar los vinos en todo su esplendor mediante la utilización de la venencia, además de la propia espectacularidad de la tarea del venenciador, ha propiciado que estos profesionales salgan de la bodega e impartan su maestría en actos solemnes, celebraciones o en cualquier otra ocasión en la que el vino de Jerez o la Manzanilla sean protagonistas.
</article>
- Datos: Q6160273